# Campeonato Europeo de Bádminton
El Campeonato Europeo de Bádminton es la máxima competición de bádminton a nivel europeo. Se celebra desde 1968 y es organizado por la Unión Europea de Bádminton (EBU) cada año par. 

## Ediciones
| Núm.   | Año  | Sede             | País         |
| ------ | ---- | ---------------- | ------------ |
| I      | 1968 | Bochum           | RFA          |
| II     | 1970 | Port Talbot      | Reino Unido  |
| III    | 1972 | Karlskrona       | Suecia       |
| IV     | 1974 | Viena            | Austria      |
| V      | 1976 | Dublín           | Irlanda      |
| VI     | 1978 | Preston          | Reino Unido  |
| VII    | 1980 | Groninga         | Países Bajos |
| VIII   | 1982 | Böblingen        | RFA          |
| IX     | 1984 | Preston          | Reino Unido  |
| X      | 1986 | Uppsala          | Suecia       |
| XI     | 1988 | Kristiansand     | Noruega      |
| XII    | 1990 | Moscú            | URSS         |
| XIII   | 1992 | Glasgow          | Reino Unido  |
| XIV    | 1994 | Den Bosch        | Países Bajos |
| XV     | 1996 | Herning          | Dinamarca    |
| XVI    | 1998 | Sofía            | Bulgaria     |
| XVII   | 2000 | Glasgow          | Reino Unido  |
| XVIII  | 2002 | Malmö            | Suecia       |
| XIX    | 2004 | Ginebra          | Suiza        |
| XX     | 2006 | Den Bosch        | Países Bajos |
| XXI    | 2008 | Herning          | Dinamarca    |
| XXII   | 2010 | Mánchester       | Reino Unido  |
| XXIII  | 2012 | Karlskrona       | Suecia       |
| XXIV   | 2014 | Kazán            | Rusia        |
| XXV    | 2016 | La Roche-sur-Yon | Francia      |
| XXVI   | 2017 | Kolding          | Dinamarca    |
| XXVII  | 2018 | Huelva           | España       |
| XXVIII | 2021 | Kiev             | Ucrania      |
| XXIX   | 2022 | Madrid           | España       |
| XXX    | 2024 | Saarbrücken      | Alemania     |
| XXXI   | 2025 | Horsens          | Dinamarca    |
| XXXII  | 2026 | Huelva           | España       |
| XXXIII | 2028 | Por determinar   | España       |

## Medallero histórico
- Actualizado a Horsens 2025 (no incluye las medallas de la competición por equipo mixto realizada conjuntamente de 1972 a 2008).

| Núm. | País         | Oro | Plata | Bronce | Total |
| ---- | ------------ | --- | ----- | ------ | ----- |
| 1    | Dinamarca    | 73  | 69    | 99     | 241   |
| 2    | Inglaterra   | 41  | 33    | 59     | 133   |
| 3    | Suecia       | 10  | 15    | 41     | 66    |
| 4    | Alemania     | 9   | 11    | 28     | 48    |
| 5    | España       | 7   | 0     | 0      | 7     |
| 6    | Francia      | 4   | 7     | 9      | 20    |
| 7    | Rusia        | 4   | 4     | 12     | 20    |
| 8    | Bulgaria     | 4   | 3     | 2      | 9     |
| 9    | Países Bajos | 3   | 6     | 35     | 44    |
| 10   | Polonia      | 1   | 2     | 6      | 9     |
| 11   | Suiza        | 1   | 0     | 1      | 2     |
| 12   | Escocia      | 0   | 6     | 8      | 14    |
| 13   | Gales        | 0   | 1     | 3      | 4     |
| 14   | Turquía      | 0   | 0     | 5      | 5     |
| 15   | Finlandia    | 0   | 0     | 2      | 2     |
| 16   | Bélgica      | 0   | 0     | 1      | 1     |
| 16   | Croacia      | 0   | 0     | 1      | 1     |
| 16   | Hungría      | 0   | 0     | 1      | 1     |
| 16   | Irlanda      | 0   | 0     | 1      | 1     |
| 16   | Israel       | 0   | 0     | 1      | 1     |
|      | TOTAL        | 157 | 157   | 315    | 629   |

1. ↑  Incluye las medallas obtenidas por la RFA entre 1949 y 1990.
2. ↑  Incluye las medallas obtenidas por la URSS y la CEI.

## Campeones por edición
| Año           | Individual masculino                | Individual femenino              | Dobles masculino                                          | Dobles femenino                                         | Dobles mixto                                                   |
| ------------- | ----------------------------------- | -------------------------------- | --------------------------------------------------------- | ------------------------------------------------------- | -------------------------------------------------------------- |
| 1968 detalles | Sture Johnsson · ( Suecia)          | Irmgard Latz ( RFA)              | David Eddy Roger Powell ( Inglaterra)                     | Margaret Boxall Susan Whetnall ( Inglaterra)            | Anthony Jordan Susan Whetnall ( Inglaterra)                    |
| 1970 detalles | Sture Johnsson · ( Suecia)          | Eva Twedberg · ( Suecia)         | Elo Hansen Per Walsøe ( Dinamarca)                        | Margaret Boxall Susan Whetnall ( Inglaterra)            | David Eddy Susan Whetnall ( Inglaterra)                        |
| 1972 detalles | Wolfgang Bochow ( RFA)              | Margaret Beck ( Inglaterra)      | Willi Braun Roland Maywald ( RFA)                         | Gillian Gilks Judy Hashman ( Inglaterra)                | Derek Talbot Gillian Gilks ( Inglaterra)                       |
| 1974 detalles | Sture Johnsson · ( Suecia)          | Gillian Gilks ( Inglaterra)      | Willi Braun Roland Maywald ( RFA)                         | Gillian Gilks Margaret Beck ( Inglaterra)               | Derek Talbot Gillian Gilks ( Inglaterra)                       |
| 1976 detalles | Flemming Delfs ( Dinamarca)         | Gillian Gilks ( Inglaterra)      | Ray Stevens Mike Tredgett ( Inglaterra)                   | Gillian Gilks Susan Whetnall ( Inglaterra)              | Derek Talbot Gillian Gilks ( Inglaterra)                       |
| 1978 detalles | Flemming Delfs ( Dinamarca)         | Lene Køppen ( Dinamarca)         | Ray Stevens Mike Tredgett ( Inglaterra)                   | Nora Perry Anne Statt ( Inglaterra)                     | Mike Tredgett Nora Perry ( Inglaterra)                         |
| 1980 detalles | Flemming Delfs ( Dinamarca)         | Liselotte Blumer · ( Suiza)      | Claes Nordin · Stefan Karlsson · ( Suecia)                | Nora Perry Jane Webster ( Inglaterra)                   | Mike Tredgett Nora Perry ( Inglaterra)                         |
| 1982 detalles | Jens Peter Nierhoff ( Dinamarca)    | Lene Køppen ( Dinamarca)         | Stefan Karlsson · Thomas Kihlström · ( Suecia)            | Gillian Gilks Gillian Clark ( Inglaterra)               | Martin Dew Gillian Gilks ( Inglaterra)                         |
| 1984 detalles | Morten Frost ( Dinamarca)           | Helen Troke ( Inglaterra)        | Martin Dew Michael Tredgett ( Inglaterra)                 | Karen Chapman Gillian Clark ( Inglaterra)               | Martin Dew Gillian Gilks ( Inglaterra)                         |
| 1986 detalles | Morten Frost ( Dinamarca)           | Helen Troke ( Inglaterra)        | Steen Fladberg Jesper Helledie ( Dinamarca)               | Gillian Clark Gillian Gowers ( Inglaterra)              | Martin Dew Gillian Gilks ( Inglaterra)                         |
| 1988 detalles | Darren Hall ( Inglaterra)           | Kirsten Larsen ( Dinamarca)      | Jens Peter Nierhoff Michael Kjeldsen ( Dinamarca)         | Dorte Kjær Nettie Nielsen ( Dinamarca)                  | Steen Fladberg ( Dinamarca) Gillian Clark ( Inglaterra)        |
| 1990 detalles | Stephen Baddeley ( Inglaterra)      | Pernille Nedergaard ( Dinamarca) | Jan Paulsen Henrik Svarrer ( Dinamarca)                   | Dorte Kjær Nettie Nielsen ( Dinamarca)                  | Jon Holst-Christensen Grete Mogensen ( Dinamarca)              |
| 1992 detalles | Poul-Erik Høyer Larsen ( Dinamarca) | Pernille Nedergaard ( Dinamarca) | Thomas Lund Jon Holst-Christensen ( Dinamarca)            | Christine Magnusson · Lim Xiaoqing · ( Suecia)          | Thomas Lund Pernille Dupont ( Dinamarca)                       |
| 1994 detalles | Poul-Erik Høyer Larsen ( Dinamarca) | Lim Xiaoqing · ( Suecia)         | Simon Archer Christopher Hunt ( Inglaterra)               | Christine Magnusson · Lim Xiaoqing · ( Suecia)          | Michael Søgaard · ( Dinamarca) · Catrine Bengtsson · ( Suecia) |
| 1996 detalles | Poul-Erik Høyer Larsen ( Dinamarca) | Camilla Martin ( Dinamarca)      | Thomas Lund Jon Holst-Christensen ( Dinamarca)            | Lisbet Stuer-Lauridsen Marlene Thomsen ( Dinamarca)     | Michael Søgaard Rikke Olsen ( Dinamarca)                       |
| 1998 detalles | Peter Gade ( Dinamarca)             | Camilla Martin ( Dinamarca)      | Simon Archer Christopher Hunt ( Inglaterra)               | Rikke Olsen Marlene Thomsen ( Dinamarca)                | Michael Søgaard Rikke Olsen ( Dinamarca)                       |
| 2000 detalles | Peter Gade ( Dinamarca)             | Camilla Martin ( Dinamarca)      | Jens Eriksen Jesper Larsen ( Dinamarca)                   | Donna Kellogg Joanne Goode ( Inglaterra)                | Michael Søgaard Rikke Olsen ( Dinamarca)                       |
| 2002 detalles | Peter Rasmussen ( Dinamarca)        | Yao Jie · ( Países Bajos)        | Jens Eriksen Martin Lundgaard Hansen ( Dinamarca)         | Jane Bramsen Ann-Lou Jørgensen ( Dinamarca              | Jens Eriksen Mette Schjoldager ( Dinamarca)                    |
| 2004 detalles | Peter Gade ( Dinamarca)             | Mia Audina · ( Países Bajos)     | Jens Eriksen Martin Lundgaard Hansen ( Dinamarca)         | Lotte Bruil · Mia Audina · ( Países Bajos)              | Nathan Robertson Gail Emms ( Inglaterra)                       |
| 2006 detalles | Peter Gade ( Dinamarca)             | Xu Huaiwen · ( Alemania)         | Jens Eriksen Martin Lundgaard Hansen ( Dinamarca)         | Donna Kellogg Gail Emms ( Inglaterra)                   | Thomas Laybourn Kamilla Rytter Juhl ( Dinamarca)               |
| 2008 detalles | Kenneth Jonassen ( Dinamarca)       | Xu Huaiwen · ( Alemania)         | Lars Paaske Jonas Rasmussen ( Dinamarca)                  | Kamilla Rytter Juhl Lena Frier Kristiansen ( Dinamarca) | Anthony Clark Donna Kellogg ( Inglaterra)                      |
| 2010 detalles | Peter Gade ( Dinamarca)             | Tine Rasmussen ( Dinamarca)      | Lars Paaske Jonas Rasmussen ( Dinamarca)                  | Valeriya Sorokina · Nina Vislova · ( Rusia)             | Thomas Laybourn Kamilla Rytter Juhl ( Dinamarca)               |
| 2012 detalles | Marc Zwiebler · ( Alemania)         | Tine Baun ( Dinamarca)           | Mathias Boe Carsten Mogensen ( Dinamarca)                 | Christinna Pedersen Kamilla Rytter Juhl ( Dinamarca)    | Robert Mateusiak · Nadieżda Zięba · ( Polonia)                 |
| 2014 detalles | Jan Jørgensen ( Dinamarca)          | Carolina Marín · ( España)       | Vladimir Ivanov · Ivan Sozonov · ( Rusia)                 | Christinna Pedersen Kamilla Rytter Juhl ( Dinamarca)    | Joachim Fischer Nielsen Christinna Pedersen ( Dinamarca)       |
| 2016 detalles | Viktor Axelsen ( Dinamarca)         | Carolina Marín · ( España)       | Mads Conrad-Petersen Mads Pieler Kolding ( Dinamarca)     | Christinna Pedersen Kamilla Rytter Juhl ( Dinamarca)    | Joachim Fischer Nielsen Christinna Pedersen ( Dinamarca)       |
| 2017 detalles | Rajiv Ouseph ( Inglaterra)          | Carolina Marín · ( España)       | Mathias Boe Carsten Mogensen ( Dinamarca)                 | Christinna Pedersen Kamilla Rytter Juhl ( Dinamarca)    | Chris Adcock Gabrielle Adcock ( Inglaterra)                    |
| 2018 detalles | Viktor Axelsen ( Dinamarca)         | Carolina Marín · ( España)       | Kim Astrup Sørensen Anders Skaarup Rasmussen ( Dinamarca) | Gabriela Stoeva Stefani Stoeva ( Bulgaria)              | Chris Adcock Gabrielle Adcock ( Inglaterra)                    |
| 2021 detalles | Anders Antonsen ( Dinamarca)        | Carolina Marín · ( España)       | Vladimir Ivanov · Ivan Sozonov · ( Rusia)                 | Gabriela Stoeva Stefani Stoeva ( Bulgaria)              | Rodion Alimov · Alina Davletova · ( Rusia)                     |
| 2022 detalles | Viktor Axelsen ( Dinamarca)         | Carolina Marín · ( España)       | Mark Lamsfuß · Marvin Seidel · ( Alemania)                | Gabriela Stoeva Stefani Stoeva ( Bulgaria)              | Mark Lamsfuß · Isabel Lohau · ( Alemania)                      |
| 2024 detalles | Anders Antonsen ( Dinamarca)        | Carolina Marín · ( España)       | Kim Astrup Sørensen Anders Skaarup Rasmussen ( Dinamarca) | Margot Lambert Anne Tran ( Francia)                     | Thom Gicquel Delphine Delrue ( Francia)                        |
| 2025 detalles | Alex Lanier ( Francia)              | Line Kjærsfeldt ( Dinamarca)     | Christo Popov Toma Popov ( Francia)                       | Gabriela Stoeva Stefani Stoeva ( Bulgaria)              | Jesper Toft Amalie Magelund ( Dinamarca)                       |